# Warder (Kreis Rendsburg-Eckernförde)
Warder er en by og kommune i det nordlige Tyskland, beliggende i Amt Nortorfer Land i den sydøstlige del af Kreis Rendsborg-Egernførde. Kreis Rendsborg-Eckernförde ligger i den centrale del af delstaten Slesvig-Holsten.

## Geografi
Warder er beliggende omkring 15 km nord for Neumünster, 17 km sydøst for Rendsborg og 19 km sydvest for Egernførde i Naturpark Westensee. Bundesautobahn 7 fra Neumünster mod Rendsborg går gennem Warder. I kommunen findes Alt Mühlendorf og Seehof.
Kommunen ligger ved Wardersee og Brahmsee, som begge er omgivet af fritidshuse.